# Regional Transportation Authority (Illinois)
Pour les articles homonymes, voir RTA.

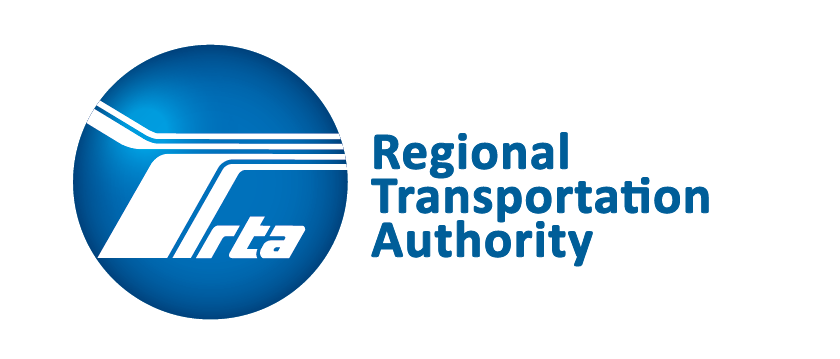
Logo de la RTA.

La Regional Transportation Authority connue sous l'acronyme de RTA (en français : Autorité régionale de transports) est l'autorité organisatrice de transports chargée de l'administration, du financement et de la surveillance des trois sociétés de transport de l'aire métropolitaine de Chicago que sont la Chicago Transit Authority (métro et bus urbains), le réseau express régional Metra (trains de banlieue) et le réseau de bus Pace (bus de la grande banlieue) dans six comtés de l'agglomération de Chicago.

## Description

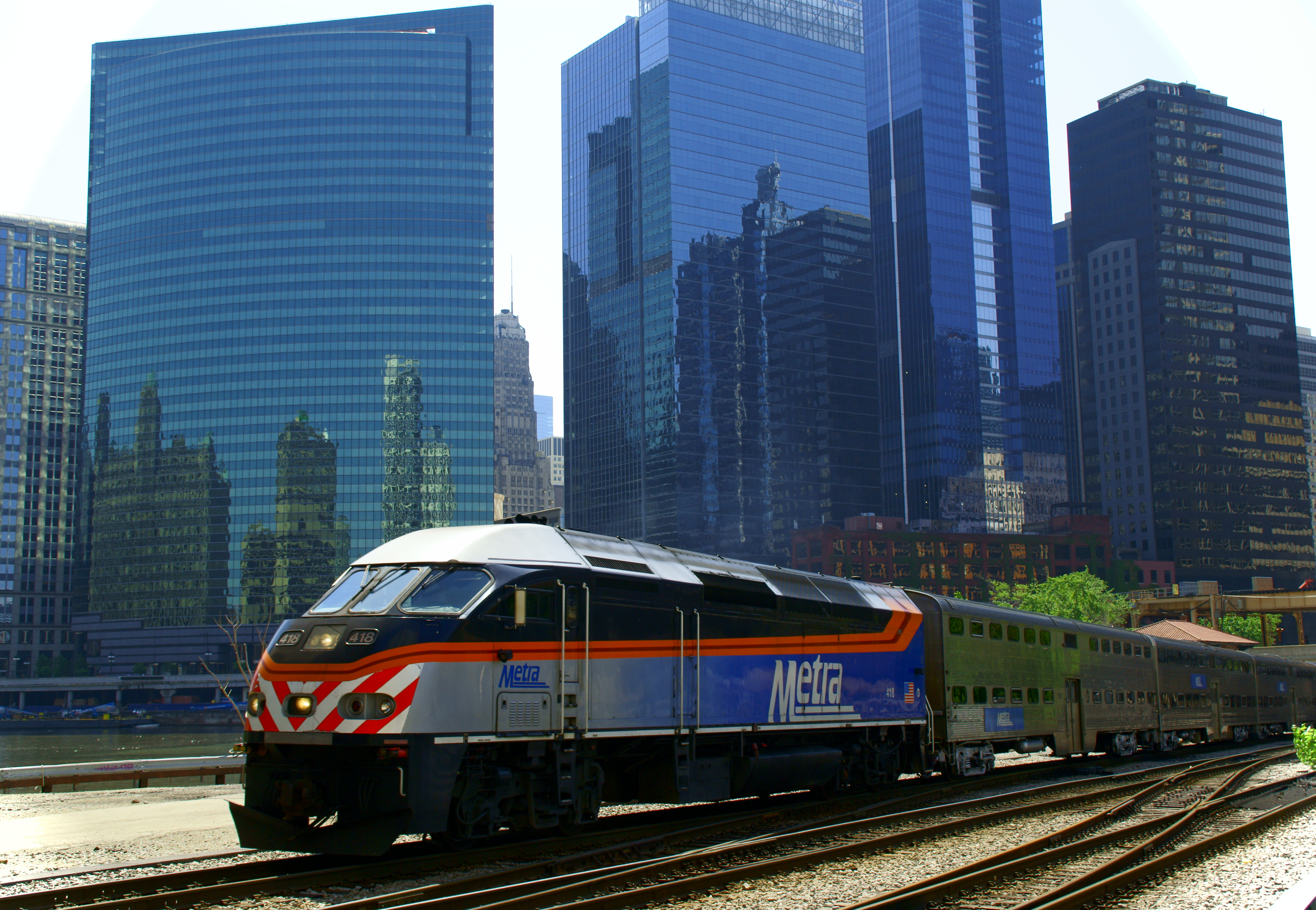
Un train Metra à Chicago.

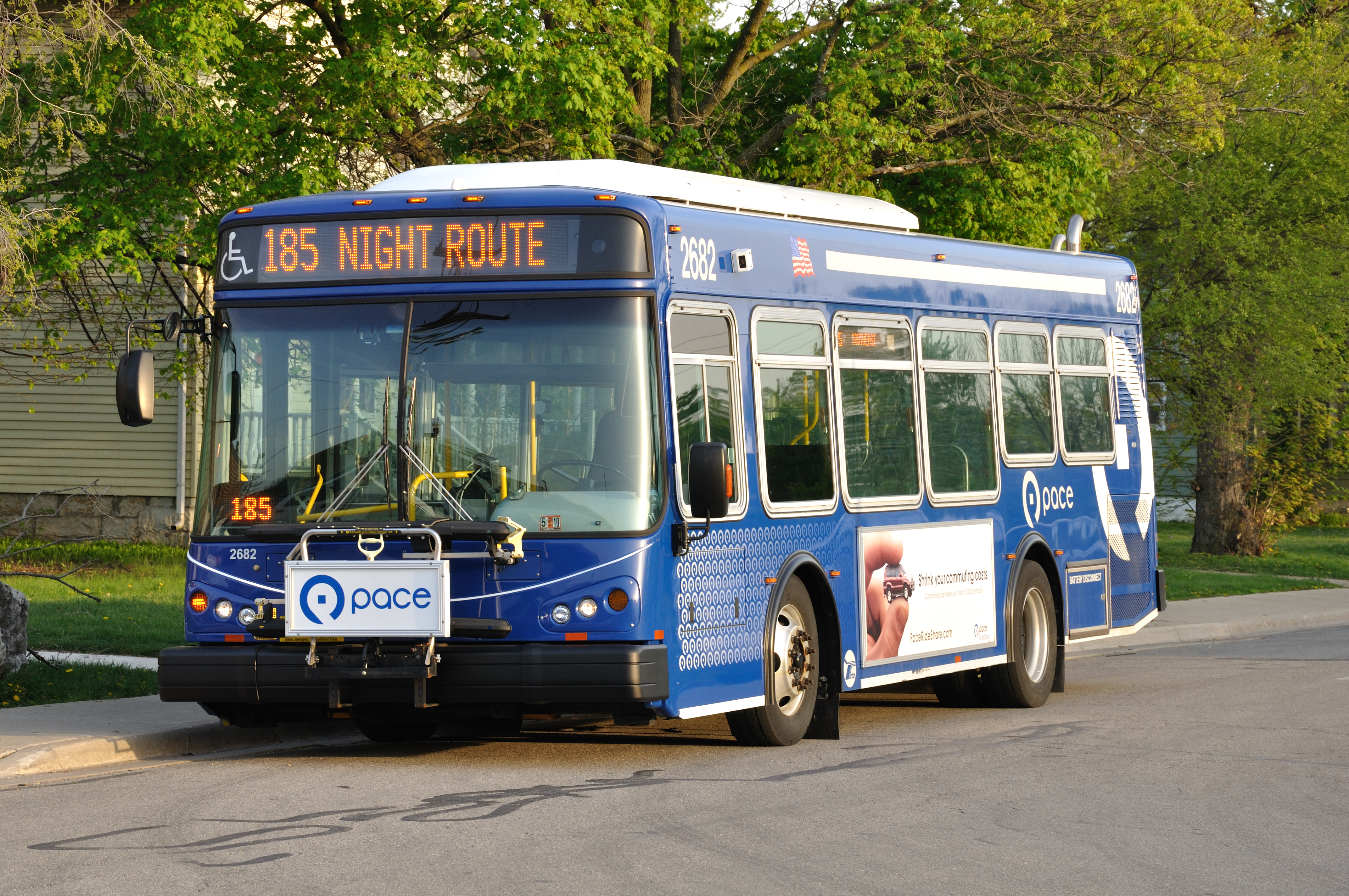
Un bus Pace à Naperville.

Les responsables du fonctionnement de la RTA sont appelés "Service Boards" dans la loi sur la RTA prévue par une charte de l'État de l'Illinois. La présidente actuelle est Leanne P. Redden. La RTA dessert les comtés de Cook, DuPage, Kane, Lake, McHenry et Will, tous centrés autour de la ville de Chicago et composant la majeure partie de son agglomération.
La Regional Transportation Authority a été créée à la suite d'un referendum en 1974. Le Conseil de la RTA se compose de 16 administrateurs, dont 5 sont nommés par le maire de Chicago, 4 par les membres du Conseil du comté de Cook (Cook County Board) élu en dehors de Chicago, 1 par le président du Conseil du comté de Cook et 5 par chacun des présidents des Conseils des cinq autres comtés. Le dernier membre se compose du président de la RTA.
La Regional Transportation Authority fournit près de 2 millions de déplacements par jour. La RTA offre plusieurs services au public, y compris la ligne RTA Voyage 836-7000 à partir de l'information de tous les indicatifs régionaux de la région de Chicago.
La RTA a le pouvoir de conclure des accords pour fournir des services entre des points situés dans la région métropolitaine et à l'extérieur de son territoire, y compris dans les États voisins de l'Indiana et du Wisconsin.
Les sociétés subventionnées et contrôlées par la RTA :
- Le Metra (trains de banlieue ; RER)
- Le Pace (réseau de bus de la grande banlieue)
- La Chicago Transit Authority (métro et bus urbains)